# Дукач Антон Олегович
Анто́н Оле́гович Ду́кач (нар. 30 липня 1995, Львів, Україна) — український саночник.

## Кар'єра
У 2012 році взяв участь в юнацьких Олімпійських іграх, що проходили у австрійському Інсбрук, де зайняв 4 місце, поступившись німецькому спортсмену, що став третім 0.022 секунди. В командній естафеті став сьомим. На цих змаганнях Антон Дукач був прапороносцем.
Виступи на етапах Кубка світу розпочав з сезону 2012-13. Станом на січень 2018 року найкращим досягненням спортсмена є 24-те місце на етапі у Обергофі у сезоні  2017-18. 27 грудня 2017 року Дукач кваліфікувався на Олімпійські ігри.

## Виступи на Олімпійських іграх
| Рік  | Місце проведення          | Особиста гонка | Естафета |
| ---- | ------------------------- | -------------- | -------- |
| 2018 | Пхьончхан, Південна Корея | 23             | 13       |
| 2022 | Пекін, Китай              | 22             | 11       |

## Виступи на чемпіонатах світу
| Рік  | Місце проведення      | Одномісні сани | Естафета | Спринт |
| ---- | --------------------- | -------------- | -------- | ------ |
| 2016 | Кенігсзе, Німеччина   | 30             | 13       | 28     |
| 2019 | Вінтерберг, Німеччина | 22             | 9        | 24     |
| 2021 | Кенігсзе, Німеччина   | 20             | 7        | 24     |
| 2023 | Обергоф, Німеччина    | 16             | —        | —      |
| 2024 | Альтенберг, Німеччина | 12             | 8        | —      |
| 2025 | Вістлер, Канада       | 16             | —        | —      |

## Виступи на чемпіонатах Європи
| Рік  | Місце проведення       | Одномісні сани | Естафета |
| ---- | ---------------------- | -------------- | -------- |
| 2016 | Альтенберг, Німеччина  | 21             | —        |
| 2018 | Сігулда, Латвія        | 23             | —        |
| 2019 | Обергоф, Німеччина     | DNF            | 7        |
| 2020 | Ліллегаммер, Норвегія  | 26             | 8        |
| 2021 | Сігулда, Латвія        | 19             | —        |
| 2022 | Санкт-Моріц, Швейцарія | 17             | 5        |
| 2023 | Сігулда, Латвія        | 9              | —        |
| 2024 | Інсбрук, Австрія       | 16             | —        |
| 2025 | Вінтерберг, Німеччина  | 8              | 6        |

## Кубок світу зі санного спорту
| Сезон   | Місце |
| ------- | ----- |
| 2012–13 | 55    |
| 2013–14 | 58    |
| 2014–15 | 47    |
| 2015–16 | 33    |
| 2017–18 | 41    |
| 2018–19 | 33    |
| 2019–20 | 29    |
| 2020–21 | 23    |
| 2021–22 | 24    |